# Rozsnyói evangélikus főgimnázium
A rozsnyói evangélikus főgimnázium Rozsnyó városának és a Magyarországi Evangélikus Egyháznak is történelmi jelentőségű oktatási intézménye volt.

## Az intézmény története

### A kezdetek
A rozsnyói oktatásról a XVI. századtól kezdve vannak adataink. Az ágostai evangélikus egyház felügyelete alatt az elemi szintű oktatást sokszor a kántor végezte, a magasabb szintűt meghívott tanítók. Az oktatás színvonalát emelte, hogy a magyar és német hívek közötti versengés részeként minél nagyobb tudású tanítót igyekeztek megbízni. A tanító személye eleinte gyakran (évente) változott. Az ellenreformáció részeként a városban megtelepülő jezsuiták komoly harcot folytattak az evangélikus iskola felszámolásáért, amely egyes időszakokra (1670–1683; 1688–1705; 1708–1783) sikerült is. A tanított tudományok eleinte a grammatika, retorika, filozófia és teológia voltak (az 1642. évi egyházlátogatás jegyzőkönyve alapján).

### Az evangélikus középiskola működése
Az 1783-ban újra megnyitott intézményben latin grammatikát, német nyelvet oktatnak, ezek 1786-tól a syntaxissal, retorikával, poézissel és a logikával egészülnek ki. 1801-től természetrajzot is tanítanak, az 1804/5 tantervben pedig már a szépírás, földrajz, testtan, mennyiségtan, magyar és egyetemes történelem, logika, pszichológia, és a magyar nyelv tantárgyak is szerepelnek; 1807-től pedig ékesszólástant, fizikát, geometriát és görög nyelvet is tanítanak.
A középfokú intézmény az 1791-es pesti zsinat után egészen 1849-ig hatosztályos iskolaként látta el feladatát. A „gimnázium” elnevezés először 1831-ben fordul elő. Az 1848-49-es szabadságharcban az iskola számos tanára és diákja vett részt, épülete honvédek szállásolására szolgált. Nagy változást jelentett az 1851-ben Magyarország területére is kiterjesztett Organisationsentwurf, amely csak négy, illetve nyolcosztályos gimnáziumok működését engedélyezte. Az iskola nagy erőfeszítések árán megszervezte a VII. és VIII. osztályokat, így nyolcosztályos főgimnáziumként működött tovább. Azonban további komoly politikai akadályokat kellett elhárítani, hogy az iskola elnyerje a nyilvánosság és az érettségi vizsgáztatás jogát. (Az Entwurf értelmében csak a nyilvános gimnáziumok adhattak ki államilag elismert bizonyítványt és csak ők végezhettek érettségi vizsgát. A nyilvánossági jogot az oktatásügyi minisztérium adhat.) A politikai akadályok forrása az iskola, illetve Rozsnyó 1848/49-es forradalomban történt szerepvállalása volt. A kormány többek között azt követelte, hogy német legyen a tanítási nyelv, állítsanak ki 12 rendes tanárt. Végül az intézmény magyar és protestáns jellege megtartása mellett 1857-ben sikerült a jogokat megszerezni, bár a természettudományos tárgyakat német nyelven tartották, hogy a tanulók sikeresen felvételizhessenek az orvosi és bányászati akadémiákra.
1883. évi középiskolai törvény testnevelés- és rajztanár alkalmazását írja elő, melynek anyagi fedezetére állami segélyt vesz igénybe az iskola. Az első világháború – csakúgy, mint a többi magyar gimnáziumot – a rozsnyói főgimnáziumot is megrendítette: számos tanár és diák vonult be katonának.
Az összeomlás után a csehek bevonultak és Rozsnyót 20 évre megszállták, ami az iskola szempontjából tragikus volt. 1919 augusztusában egy minisztériumi bizottság érkezett a városba, amelynek feladata a középiskolák körüli „rendcsinálás” volt. Berendelték az iskolatanácsot, a tanári kart, továbbá a püspöki titkárt, akitől a bizottság elnöke megkérdezte, hogy az egyházkerület igényt tart-e az intézményre (amelyet nem mellesleg helyi pártfogóság és nem az egyházkerület tartott fenn). Ő erről a csehszlovák állam javára lemondott. A kormánybiztos ekkor kimondta, hogy a rozsnyói evangélikus főgimnáziumot (ahogy korábban a premontrei gimnáziumot is) megszünteti, helyette pedig csehszlovák állami középiskolát szerveztetett. A tanári kart elbocsátották.

### Épületének további sorsa
Az épületben a cseh bevonulás után rövid ideig vizsgálati fogház működött, majd a csehszlovák középiskola bérelte az épületét, ez később azonban a volt premontrei gimnázium épületébe költözött. Ezután időnként kaszárnyának használták a csehek. A felszabadulás évében a magyar honvédség katonáit helyezték el benne, illetve egy részét turistaszállásnak rendezték be az ekkoriban megugró turisztikai érdeklődés kielégítésére. 1939-ben az evangélikus egyház – mivel a gimnázium ismételt megnyitását nem látták időszerűnek, hiszen az egykori főgimnázium vonzáskörzetének jelentős része továbbra is megszállva maradt – kereskedelmi középiskolát szervezett dr. Kárpáti Ede igazgatóval az élén, amely a második világháború végéig, 1945-ig működött az épületben.
1945 után az épületet elvették az egyháztól. 1953–61 között itt működött a jogelőd és jogutód nélküli, de annál jelentősebb Rozsnyói Pedagógiai Iskola (tulajdonképpen szakközépiskola, igazgatója Bollobás Béla (1919–2000)), amely egyike volt Csehszlovákia két magyar nyelvű pedagógiai iskolájának – a másik a pozsonyi volt. A pedagógiai iskola megszűnte után alapiskola került az épületbe, ami a mai napig működik és Samo Tomašik nevét viseli. A rendszerváltás után az evangélikus egyház visszakapta az épületet.

## Az épület
A XVIII. század végéig nincs információ arról, hogy az iskola hol volt elhelyezve, de nem volt rendes épülete. A ma is meglévő épület alapkövét 1818-ban tették le, egy év múlva az egyik szárnyát már használatba vették. Az építkezést 1824-ben folytatták, és 1862-ben fejezték be. 1889-ben játszótér, 1892-ben tornacsarnok épül. Az épületet 1904-ben szecessziós stílusban a kor követelményeinek megfelelően átépítették Baumgarten Sándor és Herczegh Zsigmond tervei szerint. A szocializmus idején a homlokzatát elcsúfítva durván átalakították, ma már csak a középrész őrzi a szecessziós formát.

## Az iskola neves tanulói
- Fábry Zoltán (1897–1970), író